# 金-拜恩事件
金-拜恩事件（英語：King–Byng Affair）是1926年发生于加拿大的一次宪政危机，起因是时任加拿大总督的朱利安·拜恩拒绝接受时任总理威廉·莱昂·麦肯齐·金解散议会进行联邦选举的请求。这场危机促使英国政府重新定义加拿大总督的职责，其影响也不仅限于加拿大国内，还波及大英帝国的其它自治领。最终促使帝国会议的举行，并通过了《1931年西敏法令》。根据大英帝国的制宪会议，总督曾在其帝国委员会和加拿大议会中均代表主权国家，但该公约已与拜恩的前任们，加拿大政府和加拿大人民一起演变成一种非主权的传统。英国政府干预加拿大的政治事务。1931年之后，总督仍是加拿大宪法监督机构中的重要人物，但这一角色取代了以前的帝国职责。

## 事件经过
1925年9月，在首相威廉·莱昂·麦肯齐·金的建议下，总督朱利安·拜恩宣布解散议会并进行大选。由阿瑟·米恩领导的保守党以116个席比101个席位位击败威廉·莱昂·麦肯齐·金领导的自由党。但是获选28个席位的自由党支持进步党，威廉·金拒绝辞职并保留少数政府。严格来说，金领导的内阁不是联合政府，因为自由党在内阁中没有席位。
10月30日，金拜访朱利安·拜恩，表示他将继续执政加拿大。